# Giuseppe Venturi (général)
Pour les articles homonymes, voir Giuseppe Venturi.
Giuseppe Venturi (Modène, 1854 - Gênes, 1925) est un général italien, vétéran de la Première Guerre mondiale où il s'est distingué comme un officier supérieur prudent, méthodique, scrupuleux et un excellent connaisseur du milieu alpin. 
Commandant des 45e, 14e et 17e divisions, planificateur scrupuleux, il a dirigé les opérations militaires qui ont conduit à la conquête du col de la Sentinelle, du mont Sabotino et de Dosso Faiti. Il a été décoré de la Croix d'Officier de l'Ordre Militaire de Savoie et de la médaille d'argent de la valeur militaire.

## Biographie
Il est né à Modène en 1854. Il s'est engagé dans l'armée royale (Regio Esercito), et a fréquenté l'Académie royale militaire d'artillerie et d'ingénierie de Turin, qu'il a quittée avec le grade de sous-lieutenant (sottotenente) en 1875, après avoir obtenu un diplôme d'ingénieur. Promu lieutenant-colonel (tenente colonnello) en 1902, il est devenu colonel (colonnello) en 1906. En 1912, il est nommé commandant du 2e régiment zappatori et prend en même temps le commandement du corps du génie de Pavie, avant d'être promu général de division (maggiore generale) .
Le royaume d'Italie entre dans la Première Guerre mondiale le 24 mai 1915 et, à cette date, il se trouve dans le Cadore en tant que commandant de la forteresse de Cadore-Maè. En novembre de la même année, il remplace le général Augusto Fabbri au commandement du secteur Padola-Visdende dans le Comelico, avec un quartier général à Santo Stefano di Cadore. En janvier 1916, il conçoit une nouvelle attaque sur le col de la Sentinelle, identifiant le capitaine (capitano) Giovanni Sala et l'aspirant Italo Lunelli comme les deux officiers aptes à la diriger. Le 16 avril 1916, le département des grimpeurs de Croda, après une planification minutieuse qu'il avait voulue, dirigé par le sous-lieutenant Italo Lunelli, conquit le col de la Sentinelle.
Le 1er mai 1916, il prend le commandement de la 45e division, appartenant au XXe corps d'armée du général Ettore Mambretti. Transféré au VIe corps d'armée du général Luigi Capello, à la tête de sa division, le 17 août suivant, il conquiert le Monte Sabotino tenu par les forces de l'armée impériale et royale austro-hongroise, après une préparation minutieuse. La conquête du Monte Sabotino permet ensuite aux troupes italiennes de prendre Vittorio Veneto, ce qui lui vaut d'être élevé au rang de lieutenant général (tenente generale) et de recevoir la médaille d'argent de la valeur militaire. Son refus de proposer le lieutenant-colonel Pietro Badoglio, qui avait mené une partie de l'action contre le Sabotino, pour une nouvelle promotion, comme l'avait demandé Capello, l'a mis en conflit avec ce dernier. A cette demande, il a répondu qu'il aurait préféré faire passer Badoglio en cour martiale parce qu'il n'avait pas poursuivi l'avance vers San Valentino.
Le 3 novembre, il mena ses hommes à la conquête de Dosso Faiti, et ce même mois, il fut décoré de la Croix d'Officier de l'Ordre Militaire de Savoie pour plusieurs actions de guerre réussies au col de la Sentinelle, à Sabotino et à Pecinka (Dosso Faiti).
Entré en conflit avec le commandant de son corps d'armée, le général Adolfo Tettoni, en raison de la disposition défensive de sa division, il est transféré au commandement de la 14e division, appartenant au XIIIe corps d'armée du général Giuseppe Ciancio. Peu après commence la dixième bataille de l'Isonzo (mai-juin 1917), qui, selon les directives du chef d'état-major de l'armée, le général Luigi Cadorna, consiste en une série d'attaques frontales contre un ennemi bien retranché, qui coûtent à l'armée italienne la perte de 160 000 hommes, dont 36 000 morts. Il s'était vigoureusement opposé à cette stratégie et, pour s'être opposé à l'ordre d'attaquer frontalement les fortes positions ennemies à Castagnevizza, il a été démis de son commandement par décision du chef d'état-major de la 3e armée, le général Augusto Vanzo, au motif officiel de "manque d'équilibre". Le 28 novembre 1917, il est nommé commandant de la 17e division, en pleine bataille de Caporetto, mais deux jours plus tard, il est démis de son commandement pour avoir ordonné la retraite de son unité du Monte Tomba, puis placé définitivement dans une position auxiliaire. Il reste en service pendant quelques années encore comme commandant des divisions territoriales d'Ancône, puis de Bologne. 
En 1923, il est nommé général de division (generale di divisione). Il meurt à Gênes en 1925, peu après la publication de ses mémoires, intitulés La conquista del Sabotino.

## Décorations
- Officier de l'Ordre militaire de Savoie
- Arrêté royal du 28 décembre 1916.
 - Médaille d'argent de la valeur militaire
- Il a vaillamment préparé et conduit les troupes de sa division à l'attaque du Monte Sabotino et de la position au-dessus de Saleano. Mont Sabotino, Saleano, 6-9 août 1916.
 - Officier de l'Ordre des Saints-Maurice-et-Lazare
- Arrêté royal du 3 avril 1913.
 - Médaille commémorative de la guerre italo-autrichienne 1915-1918
 - Médaille commémorative de l'Unité italienne
 - Médaille italienne de la Victoire interalliée